# Denis Grebeškov
Denis Sergeevič Grebeškov (in russo Денис Серге́евич Гребешков?; Jaroslavl', 11 ottobre 1983) è un hockeista su ghiaccio russo.

## Palmarès

### Mondiali
- 4 medaglie:
  - 2 ori (Canada 2008; Svizzera 2009)
  - 1 argento (Germania 2010)
  - 1 bronzo (Russia 2007)